# Каферски ратови
Каферски ратови (енгл. Xhosa Wars, Cape Frontier Wars, Kaffir Wars) колонијални ратови вођени 1779-1878. на теритоији данашње Јужноафричке републике између локалног домородачког становништва (већином народа Банту) и европских колонизатора из Капске провинције. Обухватају девет ратова, у којима су афрички домороци прижили жилав отпор, али су на крају морали подлећи боње опремљеној војсци колонизатора.

## Историја
Холандски досељеници на Рту добре наде имали су дугу историју граничних сукоба са локалним афричким племенима, која су називали заједничким именом Кафери (Каури), по арапској речи за невернике (пагане) коју су усвојили од локалних арапских трговаца. Њихово скоро век и по дуго ратовање наследили су Британци, који су први заузели Капску колонију 1795. Најјачи отпор ширењу белаца пружио је народ Коса, који су живели на источној граници. Њихова нација се састојала од бројних разједињених племена која су формално признавала заједничког врховног поглавицу и живела од примитивне (мотичне) земљорадње и сточарства. Почетком 19. века прихватили су ватрено оружје и герилски рат као најбоље средство на свом разбијеном терену да се одупру ширењу колониста. Источна граница Капске колоније дала је британској војсци прве лекције из нерегуларног ратовања и научила је да је начин да порази ратнике Коса уништавање материјалне базе која их је одржавала, а не покушавајући да их победи у конвенционалним операцијама и великим биткама. Укупно је вођено девет Каферских ратова. Прва два рата против народа Коса водили су Бури, а осталих седам Британциː
- Први каферски рат (1779-1781),
- Други каферски рат (1789–1793),
- Трећи каферски рат (1799–1803),
- Четврти каферски рат (1811–1812),
- Пети каферски рат (1818–1819),
- Шести каферски рат (1834–1835), у коме је британска војска под командом пуковника Хенри Смита почела да примењује мале, лако покретне јединице, прилагодивши се герилској тактици домородаца.[1]
- Седми каферски рат (1846–1847),
- Осми каферски рат (1850–1853),
- Девети каферски рат (1877–1878), који се завршио коначним поразом народа Коса.[2]